# 阿礼国
阿礼国，KCB（英語：Sir John Rutherford Alcock，1809年5月25日—1897年11月2日），是19世纪英国驻中国、日本领事。在任駐滬總領事期間促成修訂上海土地章程，並促使建立工部局和萬國商團等重要的組織機構。

## 簡歷
阿礼国1809年出生現屬伦敦的聖詹姆斯，父亲是医生。阿礼国1844年为福州领事，1846年接替巴富尔晋升为上海领事。

### 擔任上海總領事時期
1848年发生青浦教案後，其引用上海土地章程向上海道麟桂施加壓力，再與麟桂加訂新協議獲取英租界拓界，由830亩增加到2820亩。
1853年3月太平天國波及到鄰近地區，阿禮國有見中國官府怠於履行防務義務，於4月聯絡美國駐滬領事召集在滬英、美僑民舉行會議，商討自行組織武裝維持治安，結果議決成立「上海本埠義勇隊」（萬國商團前身），會同英國在滬海軍護衛上海租界。同時決定建立防禦工事，後所建立的「泥城浜」在1854年泥城之戰中發揮了很大作用。
小刀會起事破壞江海關後，阿禮國便立即調集英國海軍陸戰隊前去接管，繼而控制了徵收關稅大權。上海道吴健彰在被小刀會關押而由美國人營救出復職後，嘗試奪回稅收權力無果，便只能接受外國人參與關稅管理的現實，於1854年6月與阿禮國還有美、法领事，一齊議訂了上海海关协定九款，由三國各派一名稅務司參與關稅事務。
之後的7月份阿禮國再主持召開了租界外僑的租地人大會，於會發表演說倡議再建立自治機關以保全租地僑民的利益，會議結果通過修訂了新的土地章程授權成立工部局和警務處巡捕房等重要機構。

### 離開上海後
1858至1864年派驻为英国首任驻日本公使，他於1860年9月11日（万延元年七月27日）登上富士山，成為歷史記載第一位攻頂成功的外國人。在长州藩袭击下关海峡的西方船只后，他主张英国、法国、荷兰和美国联合攻击长州海岸。
1865年回到中国，擔任驻北京公使，从事外交工作，直至1869年卸任返回英國。返國後在英國皇家地理學會與北婆罗洲渣打公司等處任職，1897年卒于伦敦。